# Travis Hansen
Pour les articles homonymes, voir Hansen.
Travis Hansen, né le 15 avril 1978 à Provo, aux États-Unis, est un joueur américain naturalisé russe de basket-ball. Il évolue au poste d'arrière.